# مدرسة بولونيا للموسيقى

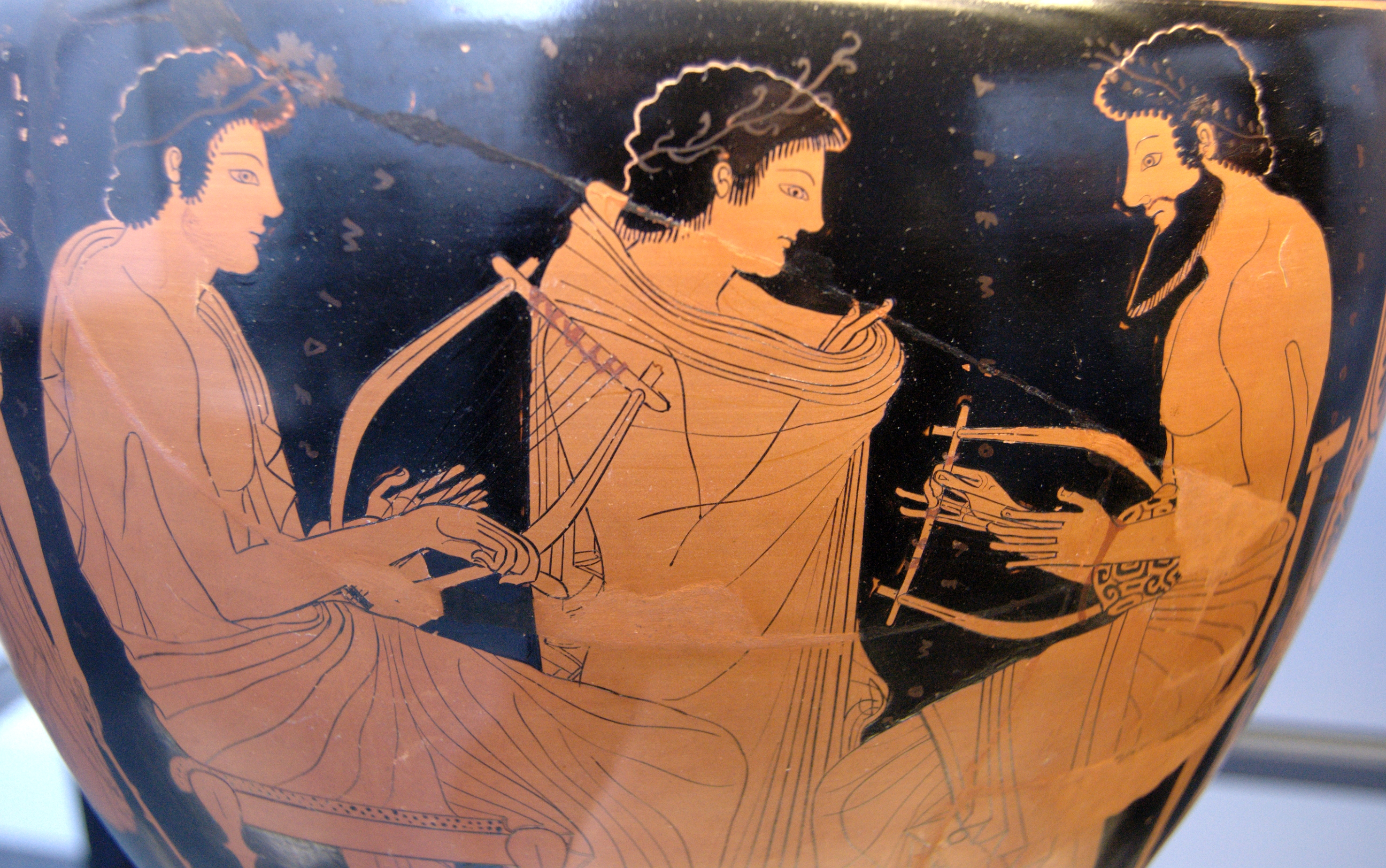

مدرسة بولونيا للموسيقى (بالإنجليزية Bologna school)
هي مجموعة من المؤلفين الموسيقيين الذين عملوا في مدينة بولونيا الإيطالية اثناء القرن السابع عشر، أهمهم جوزيبي توريلي وجيوفاني باتستا فيتالي وجيوفاني باتيستا باساني ودومينيكو جابرييلي. هؤلاء المؤلون الذين كتبوا أساسا موسيقى الآلات معروفون للمساهمة في تطور العديد من الأكال الموسيقية الهامة، بالأخص التريو سوناتا والكونشرتو جروسو. موسيقاهم انيقة ومتحفظة ورسيمة في الشكل.

## هوامش
1. ↑  The Facts on File Dictionary of Music, Christine Ammer 2004